# Kogda nastupaet sentjabr'
Kogda nastupaet sentjabr' (Когда наступает сентябрь) è un film del 1976 diretto da Ėdmond Gareginovič Keosajan.

## Trama
Il film racconta di un uomo anziano e malato di nome Levon Poghosjan, che va a Mosca per congratularsi con suo nipote con l'inizio della sua vita scolastica. Dona gioia non solo ai suoi cari, ma anche a tante altre persone che incontra lungo la strada.